# Formulário

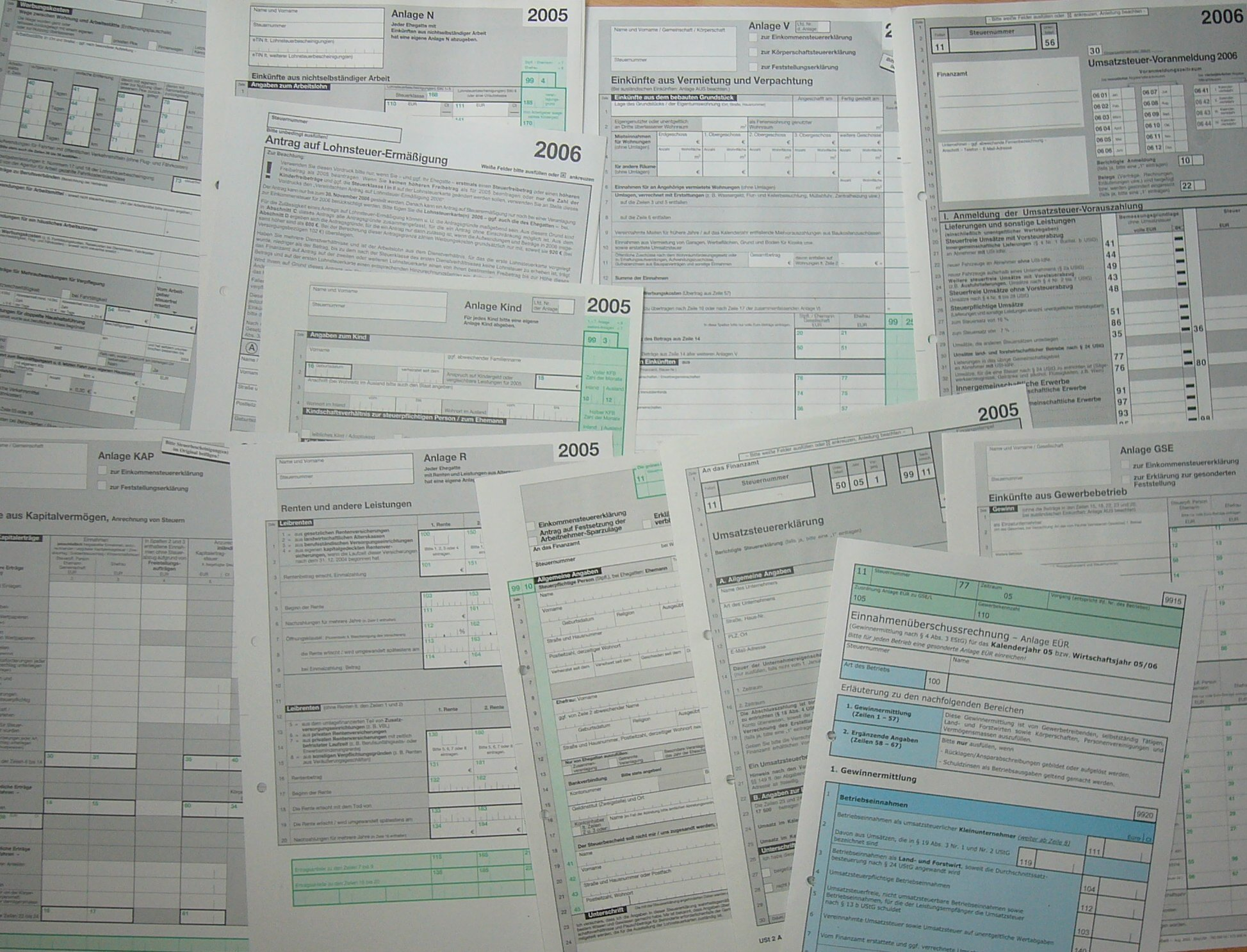
Diversos formulários de papel. Do ponto de vista estrutural, é formado por lacunas, que podem ser preenchidas (conteúdo "variável" conforme vier a ser preenchido), e por blocos de conteúdo fixo.

Formulário é um documento pré-impresso onde são preenchidos os dados e informações, que permite a formalização das comunicações, o registro e o controle das atividades das organizações, como empresas ou instituições estatais.
A atividade de organização e métodos é a que fornece os subsídios para a elaboração e o controle dos formulários.

## Tipos de formulário
- Formulários Planos: são formulários cujos campos são desenhados e pré-impressos em papel padronizado.
- Formulários Contínuos: são elaborados em papel para serem preenchidos por impressoras de computadores em grande escala. Seu desenho segue gabaritos de espaçamento, permitindo a impressão conforme as características e necessidades do computador e da impressora.
- Formulários eletrônicos: são elaborados por softwares aplicativos, permitindo o trâmite na sua organização por meio das redes informáticas, e centros de computação, dispensando a utilização de papel. Esse tipo de formulário é muito difundido pelas organizações que se utilizam dos recursos da Internet, disponibilizando em seus sites os formulários para serem preenchidos por seus clientes a fim de efetuar suas compras por meio de seus respectivos computadores devidamente conectados à rede mundial.[1]
- Formulários pdf: São formularios preenchíveis em pdf. Podem ser gerados por um software profissional (Adobe.com). Existem sites que convertem um pdf regular em formulario eletronico.[2]